# Andrés Felipe Roa
Andrés Felipe Roa Estrada (Sabanalarga, 25 mei 1993) is een Colombiaans voetballer die doorgaans speelt als linksbuiten. In juli 2025 verliet hij Panetolikos. Roa maakte in 2015 zijn debuut in het Colombiaans voetbalelftal.

## Clubcarrière
Roa speelde in de jeugd van Deportivo Cali en in 2013 werd hij verhuurd aan Uniautónoma. Voor die club speelde de vleugelspeler dat jaar eenenveertig competitiewedstrijden, waarin hij tot zes doelpunten wist te komen. Dat jaar werd Uniautónoma kampioen van de Primera B. Het jaar erop speelde Roa opnieuw in deze competitie, toen hij voor de tweede maal verhuurd werd. Deze keer nam Unión Magdalena hem tijdelijk over. Vierentwintig wedstrijden en vier treffers verder keerde hij weer terug naar Deportivo Cali. Zijn debuut voor die club maakte hij op 21 februari 2015, toen in eigen huis met 0–0 gelijkgespeeld werd tegen Alianza Petrolera. In de rust verving hij Helibelton Palacios. In de achtste minuut van de blessuretijd kreeg de debutant een rode kaart. Zijn eerste doelpunt volgde op 29 maart van datzelfde jaar, toen met 1–4 gewonnen werd op bezoek bij Deportivo Pasto. In dat jaar haalde Deportico Cali de Apertura binnen. In de jaren die volgden groeide Roa steeds meer uit tot een basisspeler.
Roa verkaste in de zomer van 2018 op huurbasis naar Huracán. Een jaar later huurde een andere Argentijnse club hem, namelijk Independiente. Die club nam hem vervolgens definitief over in januari 2021. Anderhalf jaar later ging hij voor Argentinos Juniors spelen. Nadat hij een halfjaar voor deze club had gespeeld, nam Al-Batin hem over. In augustus 2023 stapte Roa transfervrij over naar zijn oude club Huracán. Een jaar later nam Panetolikos hem onder contract.

## Clubstatistieken
| Seizoen | Club               | Competitie       | Competitie | Competitie | Beker | Beker | Internationaal | Internationaal | Totaal | Totaal |
| Seizoen | Club               | Competitie       | Wed.       | Dlp.       | Wed.  | Dlp.  | Wed.           | Dlp.           | Wed.   | Dlp.   |
| ------- | ------------------ | ---------------- | ---------- | ---------- | ----- | ----- | -------------- | -------------- | ------ | ------ |
| 2012    | Deportivo Cali     | Primera A        | 0          | 0          | 0     | 0     | —              | —              | 0      | 0      |
| 2013    | → Uniautónoma      | Primera B        | 41         | 6          | 4     | 0     | —              | —              | 45     | 6      |
| 2014    | → Unión Magdalena  | Primera B        | 24         | 4          | 1     | 0     | —              | —              | 25     | 4      |
| 2015    | Deportivo Cali     | Primera A        | 29         | 5          | 9     | 1     | —              | —              | 38     | 6      |
| 2016    | Deportivo Cali     | Primera A        | 28         | 4          | 4     | 0     | 6              | 2              | 38     | 6      |
| 2017    | Deportivo Cali     | Primera A        | 35         | 1          | 6     | 3     | 3              | 0              | 44     | 4      |
| 2018    | Deportivo Cali     | Primera A        | 15         | 0          | 0     | 0     | 4              | 0              | 19     | 0      |
| 2018/19 | → Huracán          | Primera División | 16         | 4          | 2     | 0     | 5              | 0              | 23     | 4      |
| 2019/20 | → Independiente    | Primera División | 12         | 2          | 2     | 0     | 2              | 0              | 16     | 2      |
| 2020/21 | → Independiente    | Primera División | 9          | 0          | 0     | 0     | 5              | 1              | 14     | 1      |
| 2021    | Independiente      | Primera División | 29         | 3          | 0     | 0     | 5              | 0              | 34     | 3      |
| 2022    | Independiente      | Primera División | 11         | 1          | 3     | 1     | 5              | 1              | 19     | 3      |
| 2022    | Argentinos Juniors | Primera División | 18         | 1          | 0     | 0     | —              | —              | 18     | 1      |
| 2022/23 | Al-Batin           | Pro League       | 15         | 3          | 0     | 0     | —              | —              | 15     | 3      |
| 2023    | Huracán            | Primera División | 6          | 0          | 1     | 0     | —              | —              | 7      | 0      |
| 2024    | Huracán            | Primera División | 6          | 0          | 1     | 0     | —              | —              | 7      | 0      |
| 2024/25 | Panetolikos        | Super League     | 28         | 1          | 1     | 0     | —              | —              | 29     | 1      |
| Totaal  | Totaal             | Totaal           | 322        | 35         | 34    | 5     | 35             | 4              | 391    | 44     |

Bijgewerkt op 1 juli 2025.

## Interlandcarrière
Roa maakte zijn debuut in het Colombiaans voetbalelftal op 9 september 2015, toen met 1–1 gelijkgespeeld werd tegen Peru. Carlos Bacca zette Colombia nog op voorsprong, maar een minuut voor tijd zorgde Jefferson Farfán voor de gelijkmaker. Roa mocht van bondscoach José Pékerman in de drieënzeventigste minuut invallen voor Teófilo Gutiérrez. Met zijn land nam de vleugelspeler in juni 2016 deel aan de Copa América Centenario. De Colombianen wonnen brons na de Verenigde Staten in de strijd om de derde plaats te verslaan. Op het gehele toernooi kwam Roa niet in actie.
| Interlands van Andrés Felipe Roa voor Colombia | Interlands van Andrés Felipe Roa voor Colombia | Interlands van Andrés Felipe Roa voor Colombia | Interlands van Andrés Felipe Roa voor Colombia | Interlands van Andrés Felipe Roa voor Colombia | Interlands van Andrés Felipe Roa voor Colombia | Interlands van Andrés Felipe Roa voor Colombia |
| №                                              | Datum                                          | Wedstrijd                                      | Uitslag                                        | Competitie                                     | Goals                                          |                                                |
| Als speler bij Deportivo Cali                  | Als speler bij Deportivo Cali                  | Als speler bij Deportivo Cali                  | Als speler bij Deportivo Cali                  | Als speler bij Deportivo Cali                  | Als speler bij Deportivo Cali                  | Als speler bij Deportivo Cali                  |
| ---------------------------------------------- | ---------------------------------------------- | ---------------------------------------------- | ---------------------------------------------- | ---------------------------------------------- | ---------------------------------------------- | ---------------------------------------------- |
| 1                                              | 9 september 2015                               | Peru – Colombia                                | 1 – 1                                          | Vriendschappelijk                              |                                                |                                                |
| 2                                              | 29 mei 2016                                    | Colombia – Haïti                               | 3 – 1                                          | Vriendschappelijk                              |                                                |                                                |

Bijgewerkt op 1 juli 2025.

## Erelijst
| Competitie     |             |               |             |             |
| Competitie     | Aantal      | Jaren         |             |             |
| Uniautónoma    | Uniautónoma | Uniautónoma   | Uniautónoma | Uniautónoma |
| -------------- | ----------- | ------------- | ----------- | ----------- |
| Primera B      | 1           | 2013          |             |             |
| Deportivo Cali |             |               |             |             |
| Primera A      | 1           | 2015 Apertura |             |             |